# Шило Ольга Георгіївна
Ольга Георгіївна Шило (15 листопада 1966, Харків — 4 червня 2022) — український вчений-правознавець, спеціаліст у галузі кримінального процесу. Доктор юридичних наук (2012), професор (2014), член-кореспондент Національної академії правових наук України (2016). Заслужений діяч науки та техніки України (2013) та лауреат Державної премії України в галузі науки та техніки 2018 року.

## Біографія
Ольга Шило народилася 15 листопада 1966 року у Харкові. Вищу освіту здобула у Харківському юридичному інституті, який закінчила у 1988 році. Закінчивши навчання почала працювати на посаді стажера-дослідника, потім навчалася в аспірантурі. З 1996 року обіймала посаду асистента кафедри кримінального процесу Національної юридичної академії України імені Ярослава Мудрого (до 1990 року — Харківський юридичний інститут). У 1997 році у рідному виші, під науковим керівництвом професора Семена Альперта Ольга Шило захистила дисертацію на здобуття наукового ступеня кандидата юридичних наук на тему «Захист у кримінальних справах та питання її реалізації в стадіях касаційного провадження». Її офіційними опонентами на захисті цієї роботи виступили доцент Іван Марочкін та професор Михайло Міхеєнко.
Через рік після захисту кандидатської дисертації Ольга Шило була підвищена на посаді до доцента кафедри кримінального процесу, а у 2001 році їй було присвоєно однойменне вчене звання. 2004 року вступила до докторантури Національної юридичної академії України, яку закінчила через три роки і потім повернулася на посаду доцента кафедри кримінального процесу. У 2011 році Ольга Георгіївна успішно захистила дисертацію на здобуття наукового ступеня доктора юридичних наук на тему «Теоретичні засади та практика реалізації конституційного права людини та громадянина на судовий захист у досудовому провадженні у кримінальному процесі України».
Займалася правотворчою діяльністю. У травні 2012 року Указом Президента України була включена до складу Конституційної Асамблеї України а через місяць розподілена до комісії з питань правоохоронної діяльності цієї Асамблеї. Також входила до робочої групи, яка займалася доопрацюванням проекту Кримінального процесуального кодексу України . Була членом робочих груп при Кабінеті міністрів України та комісій Верховної Ради України, науково-консультаційних рад при Верховному суді України, Вищому спеціалізованому суді України з розгляду цивільних та кримінальних справ та Державного бюро розслідувань України.
28 серпня 2012 року з кафедри кримінального процесу було виділено кафедру кримінального процесу та оперативно-розшукової діяльності. У тому ж році Ольга Георгіївна була призначена завідувачем цієї кафедри і їй було присвоєно вчений ступінь доктора юридичних наук. Займалася дослідженням таких питань кримінального процесу як: роль кримінального судочинства у захисті прав людини, функція судового контролю в період досудового розслідування, види судового контролю та статус слідчого судді. Як завідувач кафедри, також керувала роботою студентського наукового гуртка, який функціонував при цьому структурному підрозділі навчального закладу. Входила до складу двох спеціалізованих вчених рад. Під науковим керівництвом Ольги Шило було захищено тринадцять кандидатських дисертацій з юридичної спеціальності.
У 2014 році Ользі Георгіївні Шило було присвоєно вчене звання професора, а ще через два роки вона була обрана членом-кореспондентом Національної академії правових наук України. Указом Президента України від 7 серпня 2019 року Ольга Шило була включена до складу комісії з питань правової реформи, увійшла до складу робочої групи з питань реформування кримінальної юстиції.
Ольга Георгіївна померла 4 червня 2022 року. На момент смерті продовжувала займати посаду завідувача кафедри (на той час кафедра була перейменована на кафедру кримінальної юстиції). Прощання з вченим пройшло 8 червня у Харкові.

## Нагороди
Науковиця була відзначена наступними нагородами, преміями та званнями:
- Державна премія України в галузі науки і техніки 2018 року (Указ Президента України № 110 від 8 квітня 2019 року) — «за роботу „Правова доктрина України“». Також за цю роботу лауреатами Державної премії стали Ю. Г. Барабаш, О. М. Колодій, М. П. Кучерявенко, С. М. Прилипко, О. О. Селіванов, В. Ю. Шепітько та В. С. Щербина[13];
- Почесне звання «Заслужений діяч науки і техніки України» (Указ Президента України № 548 від 8 жовтня 2013 р.) — «за вагомий особистий внесок у реалізацію державної правової політики, зміцнення законності та правопорядку, розвиток юридичної науки, багаторічну плідну працю та високий професіоналізм»[14];
- Премія імені Ярослава Мудрого, в номінації «за підготовку та видання підручників для студентів юридичних спеціальностей вищих закладів освіти» (2010);
- Премія імені Ярослава Мудрого, в номінації «за видатні досягнення в науково-дослідній діяльності з проблем правознавства» (2011);
- Подяки від Міністра освіти і науки України (2009 і 2010);
- Подяка від Харківського міського голови (2012);
- Подяка від начальника Головного управління Міністерства внутрішніх справ України в Харківській області (2012);
- Пам'ятний знак «Слідче управління Служби безпеки України» (2009);
- Відзнака Міністерства внутрішніх справ України «За безпеку народу» (2010);
- Почесна грамота Спілки правників України (2012).